# Chabab Sporting Club Ghazieh
Il Chabab Sporting Club Ghazieh (in arabo نادي الشباب الرياضي الغازيه‎?), meglio noto come Chabab Ghazieh o semplicemente Ghazieh, è una società calcistica libanese con sede nella città di Ghazieh. Fondato nel 1961, la squadra gioca le partite casalinghe allo Stadio Kfarjoz.

## Palmarès

### Competizioni nazionali
- Campionato libanese di seconda divisione: 3

2006-2007 (girone A), 2007-2008, 2013-2014
- Campionato libanese di terza divisione: 2

1998-1999, 2005-2006

## Tifoseria

### Gemellaggi e rivalità
Il Ghazieh gioca il "Derby del Sud" con il Tadamon Tiro, in base alla loro posizione.